# 尤利娅·图尔基拉

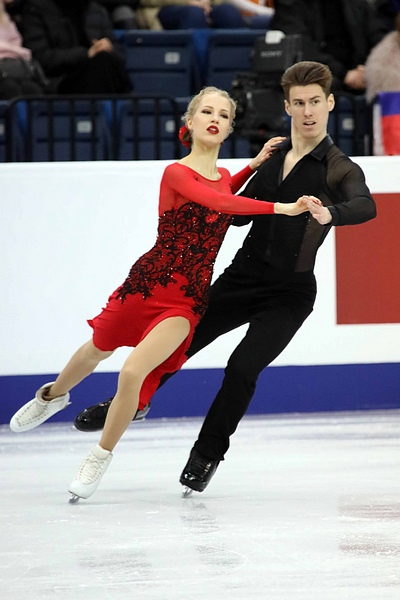
2019年时的图尔基拉和韦尔斯卢伊斯

尤利娅·图尔基拉（芬蘭語：Juulia Turkkila，1994年11月3日—），是芬兰花样滑冰运动员。她在2016年之前参加了个人滑冰比赛，自2016年起与马蒂亚斯·韦尔斯卢伊斯一起参加冰舞比赛。
在2023年歐洲花式滑冰錦標賽中她和马蒂亚斯·韦尔斯卢伊斯获得冰舞铜牌。